# Мусанг золотистий
Мусанг золотистий (Paradoxurus zeylonensis) — вид ссавців родини  віверових.

## Опис
Довжина голови й тіла: 50–58 см. Довжина хвоста: 44–53 см, Вага: 3–5 кг.Хутро золотисто-коричневого або темно-коричневого кольору. Волосся на задній частині шиї росте в зворотному напрямку, від плечей до голови. Самці й самиці зовні схожі, а підлітки мають більш темну і більш пухнасту шерсть. 

## Поширення
Цей вид є ендеміком Шрі-Ланки. Зустрічається як у гірській місцевості, так і в низинах. P. zeylonensis залежить від лісів, хоча терпить незначні зміни середовища проживання. 

## Поведінка
Цей вид деревний, веде нічний та самітницький спосіб життя. Раціон в основному складається з фруктів, ягід, а доповнюють його безхребетних, а також широкий спектр дрібних хребетних. Цей вид у значній мірі відповідальний за поширення насіння з пальми, Caryota urens, економічно важливої рослини, яка виробляє природно солодкий цукор. Хоча це деревний вид, він часто годуються на лісовому ґрунті або в підліску. Молодь, як правило, помічена в період з жовтня по листопад, припускаючи, що відтворення відбувається в кінці року.

## Загрози та охорона
Головна загроза — вирубка лісів, оскільки великі території Шрі-Ланки очищаються від лісу, щоб звільнити місце для сільського господарства, лісової промисловості та урбанізації. У результаті цього, середовище існування P. zeylonensis стає фрагментованим, залишаючи невеликі ізольовані популяції.
Хоча не існує будь-яких конкретних заходів по збереженню цього виду на місці, деякі з місць проживання мають захист. Одним з оплотів цього виду є Синхараджський ліс, об'єкт всесвітньої спадщини ЮНЕСКО.

## У культурі
Зображення мусанга золотистого є в 3-рупієвій монеті Шрі-Ланки й на поштовій марці.